# Budimski dvorac
Budimski dvorac, Budim ili Grad (mađarski: Budai Vár, turski: Budin Kalesi, slovački: Budínsky hrad) je dvorski kompleks mađarskih kraljeva u Budimpešti, čiji prvi dijelovi potječu iz 1265. godine. U prošlosti je također bio poznat kao Kraljevska palača (mađarski: Királyi-palota) i Kraljevski dvorac (Királyi Vár). Nalazi se na južnom vrhu Dvorskog brda i okružen je dijelom grada koji je poznat kao Dvorski distrikt (Várnegyed), znamenit po svojim stambenim i javnim građevinama iz srednjeg vjeka, baroka i 19. stoljeća. Preko svoje uspinjače, a potom Visećim mostom Szécheny, dvorac je spojen s trgom Adama Clarka na drugoj strani Dunava. U dvorcu se nalazi Mađarska nacionalna galerija, Muzej povijesti Budimpešte, te zatvorena dvorišta i terasa koja ga povezuje s Ribarskim bastionom, terasa s koje se pruža pogled preko Dunava na povijesno središte Budimpešte.
Budimski dvorac s okolicom, obala Dunava, Andraševa avenija (Andrássy út) s Trgom heroja (Hősök tere) i Milenijska podzemna željeznica (najstarija u Europi) UNESCO-ova su svjetska baština u Budimpešti.

## Povijest
Dvorac je dao izgraditi hrvatsko-ugarski kralj, Bela IV., od 1247. do 1265. godine. Car Žigmund Luksemburški ga je dao znatno proširiti i urediti, te je postao tada najveća gotička palača na svijetu. Nakon Mohačke bitke, veliki dio Mađarskog kraljevstva je postao dijelom Osmanskog Carstva, pa tako i Budim. Tijekom turske okupacije dvorac je služio kao vojna baraka, oružarnica i štala, te je jako propao. God. 1686., dvorac je uništen, a ostale zgrade kompleksa su se urušile ili su izgorjele.
Karlo VI., car Svetog Rimskog Carstva, dao je na njegovom mjestu izgraditi malu baroknu palaču 1715. godine. God. 1748., kraljević Antal Grasalković ju je dao proširiti i Nova kraljevska palača je postala simbolom mira i prijateljstva Habsburške dinastije i Mađara.
Dana 4. svibnja 1849., Arthur Görgeyho je s mađarskom revolucionarnom vojskom osvojio Budimski dvorac, ali su ga, usprskos herojskom otporu, Budimski kraljevski vojnici ubili, pri čemu su zapalili i Budimski dvorac.

Dvorac je kasnije obnovljen od 1850. – 56., a 1867. godine odigrao je važnu ulogu pri krunidbi austrijskog cara, Franje Josipa I. Posljednjih desetljeća 19. stoljeća Mađarska autonomna vlada je otpočela obnovu dvorca koji je trebao postati kraljevskom rezidencijom po uzoru na druge europske velike dvorske komplekse. Od 1875. do 1912. godine, profesor i član mađarske Akademije znanosti, Alajos Hauszmann, je uvelike promijenio topografiju lokaliteta dvorca. Kraljevsku rezidenciju Budimskog dvorca su smatrali najvažnijom mađarskom građevinom na početku 20. stoljeća.
Nakon Prvog svjetskog rata, Budimski dvorac je postao rezidencijom mađarskog regenta, Miklósa Horthyja, sve do kraja Drugog svjetskog rata. Tijekom Opsade Budimpešte (29. prosinac 1944. – 13. siječnja 1945.), Budimski dvorac je bio posljednje uporište Sila Osovine i strašno je oštećen tijekom njegovog osvajanja.
Za vrijeme komunizma, dvorac je bio napušten, pretvoren u muzej i propadao je. Obnavljan je više puta, izvana 1966., a iznutra 1980. godine. God. 1987., zajedno s drugim spomenicima u Budimpešti, upisan je na UNESCO-ov popis mjesta svjetske baštine u Europi. God. 2006., UNESCO-ov odbor je zaključio kako mu treba hitna obnova, osobito njegove kupole.

## Odlike
Malo je podataka o izgledu palače iz srednjeg vijeka i baroka. Novi dvorac se sastoji od 200 metara duge serije prostorija (samo Versajska palača ima dužu seriju prostorija) od kojih su najvažnije:
- Srednjovjekovni dvorac čine prostorije otkrivene ispod kompleksa prilikom obnove 1958. – 62. godine. Kraljevska kapela i nadsvođena galerija samo su neke prostorije nekad najveće gotičke palače danas čine Muzej povijesti Budimpešte (zgrada "E").
- Kapela sv. Zigismunda ili Dvorska kapela (Szent Zsigmond-kápolna, Vártemplom) na zapadnom dijelu dvorca, nema fasadu već samo ulaz iz lavljeg dvorišta. Ima barokni tlocrt violine iz 1769. godine, a od uništenja od 1957. služi kao izložbeni prostor.
- Kraljevska kripta (Nádori kripta) se nalazi ispod Dvorske kapele, a u njoj su urešeni sarkofazi kraljeva Habsburgške dinastije od 1820. do 1927. godine. Bogato je ukrašena i oslikana djelima najboljih umjentika 19. stoljeća.
- Dvorana za bal (Nagyterem) na prvom katu u baroknom stilu s gotičkim oltarom.
- Velika dvorana za bal (Nagy bálterem) se nalazi u srednjem dijelu sjevrnog krila i najraskošnija je prostorija dvorca. Arhitekt Hauszmann je dizajnirao prostoriju visoku dva kata s velikim staklenim svodom, renesansnim ukrasima na zidovima s kolosalnim parom kipova Atlasa iz 1897. godine.
- Habsburška soba (Habsburg terem) je bila bogato ukrašena barokna prostorija koju su komunisti uništili 1950-ih zbog političkih razloga.
- Mađarska nacionalna galerija zauzima brojne prostorije u dvorcu, a sadrži kolekciju umjetnina iz svih razdoblja mađarske povijesti od srednjeg vijeka do konca komunizma. Pdijeljena je na: srednjovjekovne i renesansne kamene skulpture, gotičke drvene skulpture, kasnogotički oltar (u Dvorani za bal), renesansne i barokne slike, umjetnost 19. i 20. stoljeća i suvremena umjetnost od kojih su najznamenitija djela slikara kao što su Mihály Munkácsy i László Paál.[2]

Od umjetničkih djela najznamenitiji su:
- Kužni pil SvetogTrojstva
- Matijina fontana (Mátyás-kút) u zapadnom dvorištu dvorca s prikazom kralja Matije Korvina sa skupinom lovaca u lovu na jelene (Alajos Stróbl).
- Konjanička skulptura Eugena Savojskog na Dunavskoj terasi neobarokno je djelo Józsefa Róna iz 1900. godine.
- Krotitelj konja skulptura je Panonskog krotitelja konja iz 1901. (György Vastagh).
- Ptica Turul se nalazi na neobaroknom postolju iz 1905. godine.